# Awiszaj Brawerman
Awiszaj Brawerman (hebr: אבישי ברוורמן) (ur. 1948) – izraelski polityk i ekonomista, były rektor Uniwersytetu Ben Guriona w Beer Szewie na Negewie. Członek Partii Pracy.
Studiował statystykę i ekonomię na Uniwersytecie w Tel Awiwie, tytuł doktora otrzymał z ekonomii na uniwersytecie Stanforda. Po pracy w World Bank w Waszyngtonie i specjalizacji w rozwoju ekonomicznym z uwzględnieniem sprawiedliwości społecznej, Brawerman wrócił do Izraela. Był rektorem Uniwersytetu Ben Guriona w Beer Szewie na Negewie przez 16 lat. Za swoją pracę na tym stanowisku otrzymał m.in. nagrodę władz miejskich Beer Szewy.
W listopadzie 2005 Brawerman ogłosił swoje wejście w świat polityki. Pomimo pogłosek, iż zasili nowo powstałą partię Ariela Szarona, Kadimę, Brawerman wstąpił do Partii Pracy. Z jej listy wszedł do siedemnastego Knesetu.
Po wyborach w 2009 roku, w wyniku których lider partii Likud, Binjamin Netanjahu, utworzył koalicję rządową i ponownie został premierem Izraela, Brawerman od 31 marca 2009 był w jego gabinecie ministrem ds. mniejszości. 17 stycznia 2011, po wycofaniu się Partii Pracy z koalicji rządzącej, złożył rezygnację z funkcji ministra.
Od 2013 był przewodniczącym Komisji Spraw Gospodarczych Knesetu. Przed wyborami w marcu 2015 ogłosił, że nie będzie kandydował na kolejną kadencję i wycofał się z życia politycznego. 
W 2020 otrzymał Nagrodę Izraela za całokształt wkładu w rozwój społeczeństwa i państwa, w szczególności za zasługi jako rektor Uniwersytetu Ben-Guriona.